# Anton Di Pauli
Anton Di Pauli Freiherr von Treuheim, auch Anton Dipauli geschrieben, (* 9. Juni 1828 in Padua; † 10. März 1883 in Kaltern) war ein österreichischer Politiker.

## Leben
Er stammte aus dem tirolerischen briefadeligen Geschlecht Di Pauli von Treuheim. Seine Eltern waren der k. k. Hofrat in Verona Joseph Di Pauli von Treuheim (1791–1845) und dessen Ehefrau Franziska Schasser von Thannheim († 1856). Sein Großvater, der k. k. Geheimrat und Apellationsgerichtspräsident in Innsbruck Andreas Alois Di Pauli (1761–1839) wurde 1837 in den erblichen Freiherrenstand erhoben. Von seiner Mutter, die in zweiter Ehe einen Ritter Martini zu Wasserberg heiratete, erbte er den Ansitz Windegg. Anton Di Pauli verbrachte seine Schulzeit in Verona. Nach einem Studium der Rechtswissenschaften an der Universität Innsbruck und Padua promovierte er zum Doktor der Rechte. Von 1865 mit Unterbrechung bis 1877 war er Abgeordneter im Tiroler Landtag und von 1870 bis 1874 Mitglied des österreichischen Abgeordnetenhauses in den Reihen des Rechten Zentrums. Des Weiteren diente er als k. k. Hauptmann im Tiroler Landesschützenbataillon Ober-Etschtal Nr. 4. Von 1880 bis zu seinem Tod 1883 bekleidete er in Kaltern das Amt des Bürgermeisters, wo er auch starb. Sein Sohn Johann Nepomuk Di Pauli schrieb über seinen Vater eine Biografie.  

## Familie
Anton Di Pauli heiratete in erster Ehe am 22. Mai 1855 in Kaltern Anna Cäcilie Schasser von Thannheim (* 23. November 1831 in Kaltern; † 29. Juni 1856 ebenda) und in zweiter Ehe am 6. August 1867 in Kaltern Barbara Schasser von Thannheim (* 30. November 1829 in Kaltern; † 16. Mai 1901 in Windegg). Seine Kinder waren:
1. Maria Anna Franziska Katharina (* 22. April 1856 in Kaltern), ⚭ 21. April 1880 in Kaltern Paul Freiherr von Biegeleben, Gerichtshofpräsident
2. Pia Maria Auguste (* 18. September 1868 in Kaltern)
3. Johann Nepomuk Maria Anton (* 2. Juni 1874 in Kaltern; † 8. Juni 1931 in München), k .k. Gerichtsadjunkt in Taufers, Bezirksrichter, Major im Standschützen-Bataillon Kaltern[2]